# Electrophaes euryleuca
Electrophaes euryleuca är en fjärilsart som beskrevs av Louis Beethoven Prout 1940. Electrophaes euryleuca ingår i släktet Electrophaes och familjen mätare. Inga underarter finns listade i Catalogue of Life.